# Eldin Dzogovic
Eldin Dzogovic, né le 8 juin 2003 à Luxembourg-ville, est un footballeur international luxembourgeois qui évolue au poste de défenseur central au FC Magdebourg.

## Biographie

### Carrière en club
Initialement formé à l'Eintracht Trèves, Dzogovic arrive au 1. FC Magdebourg, club de troisième division allemande, en 2019.
S'entraînant régulièrement avec l'équipe senior des Saxon-Anhaltain, il joue même 3 matchs amicaux avec les professionnels lors de la saison 2019-20, sans toutefois avoir fait ses débuts en compétition alors qu'il commence à jouer en équipe nationale.

### Carrière en sélection
International régulier en équipes de jeunes luxembourgeoises, alors qu'il n'a encore que 15 ans, il est identifié comme un des jeunes les plus prometteur du football luxembourgeois.
Dzogovic est convoqué une première fois en équipe senior du Luxembourg en mars 2021, faisant ses débuts avec les Lions rouges le 24 mars 2021, à l'occasion d'un match amical contre le Qatar, remporté 0-1 par ces derniers.